# Kara Bogaz Gol

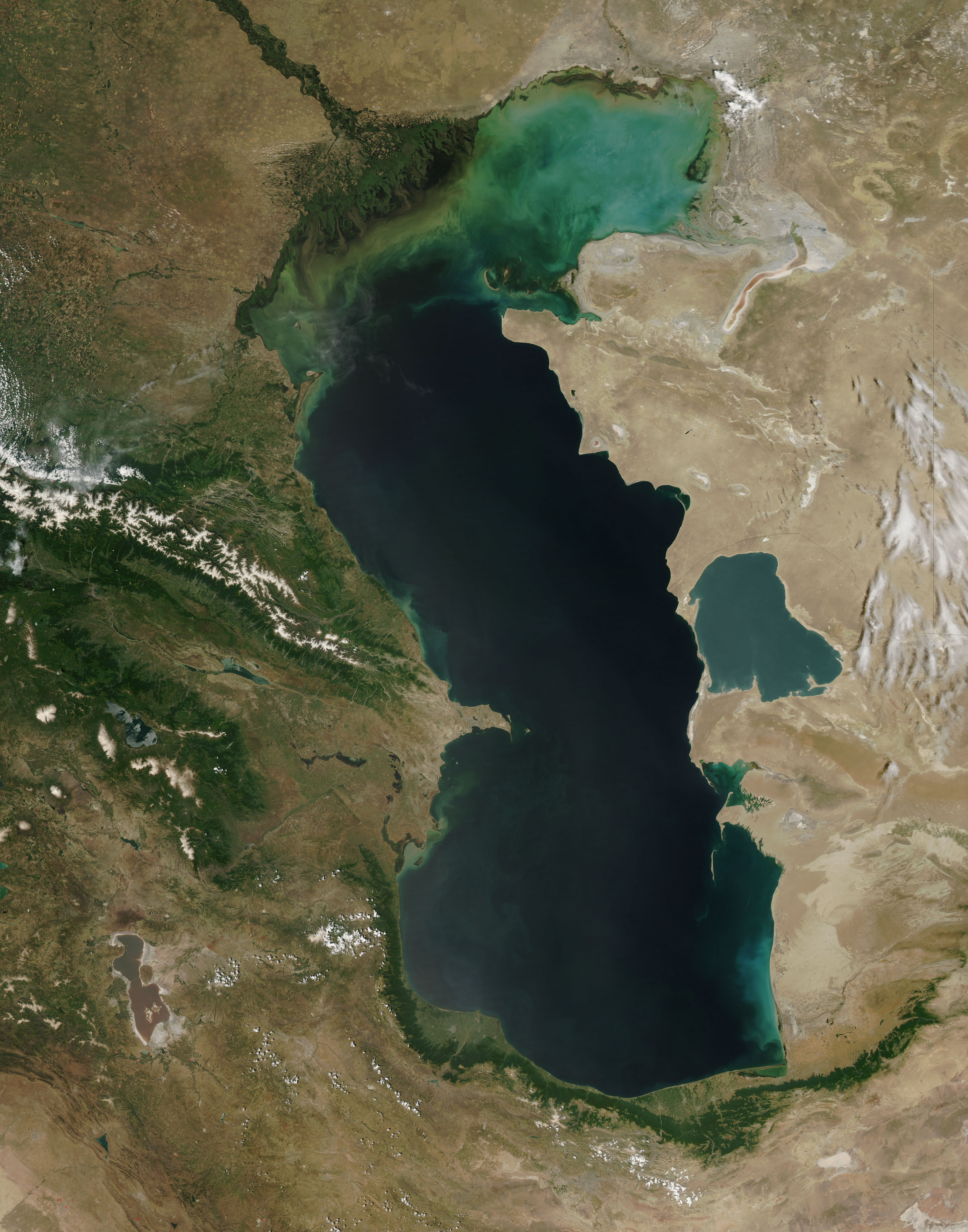
Golfo de Kara-Bogaz Gol, situado no meio da costa oriental do Mar Cáspio

Kara Bogaz Kol (também chamado de Garabogazköl, Lago da Garganta Negra) é um acidente geográfico da Ásia Central. Trata-se de uma depressão de baixa profundidade, a poucos metros abaixo do nível do mar, localizada na zona ocidental norte do Turquemenistão, cuja superfície aproximada é de 18.100 km². Uma estreita restinga a separa das águas do Mar Cáspio, o qual provoca, em épocas de cheia - quando o nível deste mar aumenta - a inundação da depressão, formando assim um golfo. Quando o nível do Mar Cáspio desce, a depressão atua como barreira natural de evaporação, acumulando o sal em suas costas.
O golfo possui um elevado índice de salinidade (em torno de 35%, em comparação com 1,3% do mar Cáspio), e praticamente não possui vegetação marinha. Os grandes depósitos de sal acumulados na margem sul foram explorados pela população local desde a década de 1920, embora a partir da década de  1930, a extração manual do sal cessou, transferindo a atividade industrial para o noroeste, de onde permanece até hoje, próximo de Bekdash, uma cidade de 10.000 habitantes situada nas margens do mar Cáspio.
A partir da década de 1950 a água foi bombeada até alcançar o nível mais baixo do que era alcançado pelo próprio golfo em sua evaporação natural, produzindo vários tipos de sais diferentes. Em 1963, iniciou a construção de uma moderna planta em Bekdash, para aumentar a produção das salinas, funcionando o ano inteiro, independentemente da evaporação natural, e que foi concluída em 1973.
Na década de 1980, a acumulação de sal nas margens da depressão causou problemas ecológicos generalizados em uma extensa área, devido ao transporte do sal pelos ventos, que causou a contaminação dos solos aptos para o cultivo e problemas importantes de saúde na população local, efeitos similares aos que ocorreram no Mar de Aral.